# 6"/50 QF Mark V
6"/50 QF Mark V е 152,4 mm корабно британско универсално оръдие, използвано в Кралския флот на Великобритания през следвоенния период. Създадено е специално като главен калибър за перспективни крайцери за ПВО, използва се на крайцерите от типа „Тайгър“. Известно също с името 6"/50 QF Mark N5.